# Transracialisme
 (juin 2023).

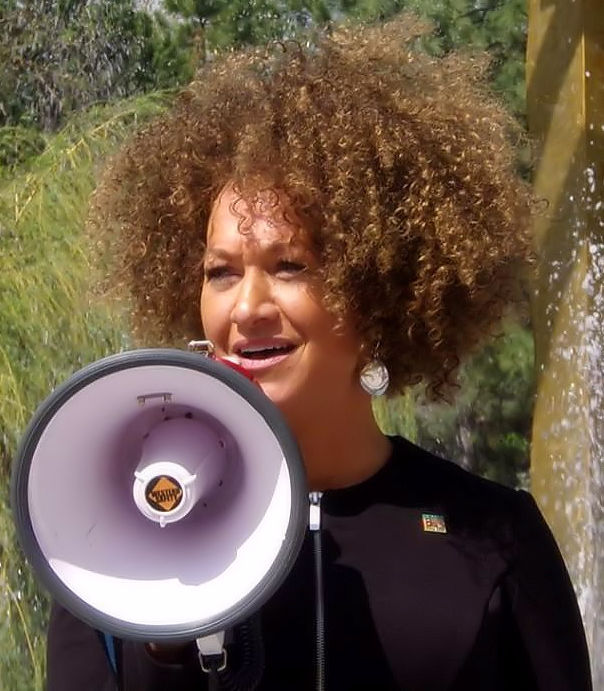
Rachel Dolezal est une femme blanche qui s'identifie comme afro-américaine.

Le transracialisme désigne le fait de s’identifier à une ethnie différente de celle attribuée à la naissance. Une personne dite transraciale revendique ainsi une appartenance ethnique distincte de son origine assignée à la naissance.

## Travaux scientifiques

### Philosophie
En avril 2017, la revue de philosophie féministe Hypatia a publié un article universitaire de Rebecca Tuvel intitulé « In Defense of Transracialism » établissant des parallèles entre les individus « transraciaux » et les personnes transgenres qui a fait polémique (en).

### Sociologie
Le sujet a également été abordé dans Trans: Gender and Race in an Age of Unsettled Identities, un livre publié en 2016 par le professeur de sociologie de l'université de Californie à Los Angeles, Rogers Brubaker, qui soutient que le phénomène, bien qu'offensant pour beaucoup, est psychologiquement réel pour de nombreuses personnes à travers l'histoire,.

## Controverses

### Terminologie historique
L'utilisation du terme transracial pour décrire le changement d'identité raciale a été critiquée par la communauté de l'adoption transraciale. Le terme transracial a été utilisé historiquement dans la communauté des adoptants pour décrire des parents qui adoptent un enfant d'une race différente,. Les membres de la communauté des adoptants transraciaux affirment que le terme transracial a une signification historique spécifique liée à ces adoptions et affirment qu'il est usurpé d'une manière préjudiciable à la communauté des adoptants transraciaux. En juin 2015, une vingtaine d'adoptés transraciaux, de parents transraciaux et d'universitaires publient une lettre ouverte condamnant l’utilisation du terme transracial dans ce contexte, utilisation qu'ils jugent erronée, non historique et dangereuse,,.

### Décrédibilisation de la transidentité
L'utilisation de ce terme pour décrire l'identification à une identité raciale différente de celle attribuée à la naissance a également été critiquée par la communauté transgenre et ses alliés. Les personnes transgenres affirment que le transracialisme n'est pas comparable à la transidentité, car le genre et la race ne peuvent être mis sur le même plan. Le terme transracial, en utilisant le préfixe « trans » et en étant souvent associé à la transidentité, participerait ainsi à la transphobie et à la décrédibilisation des personnes transgenres.

## Exemples de personnalités transraciales

L'allemande Martina Big s'est fait noircir artificiellement la peau et a reçu d'imposants implants mammaires dans le cadre de sa transition.

- Le clarinettiste de jazz Mezz Mezzrow, Américain né de parents juifs ashkénazes, s'identifiait comme noir et s'est immatriculé comme tel pendant sa participation en tant que soldat aux combats de la Seconde Guerre mondiale.

- La militante antiraciste américaine Rachel Dolezal est née de parents blancs mais s’identifie comme personne noire[2],[12].

- Martina Big (en) est une femme allemande, née blanche qui s'identifie comme noire[13],[14]. Elle a eu recours à des injections de bronzage administrées par un médecin afin d'assombrir sa peau et ses cheveux[13],[14].

- Adam Wheeler est un homme américain blanc qui se considère comme Philippin et utilise le nom de Ja Du. Il a créé une page Facebook et une communauté pour les personnes qui se définissent comme transraciales[15],[16].

- Oli London, un youtubeur britannique blanc, s'est identifié pendant plusieurs années comme « Coréen non binaire ». Il est connu pour avoir eu recours à la chirurgie plastique afin de ressembler au chanteur du groupe BTS, Park Ji-min. Les commentaires et les comportements de London ont été fortement critiqués sur les réseaux sociaux[17],[18]. En octobre 2022, il fait sa « détransition », en annonçant qu'il s'est trompé et se considère à nouveau comme un homme britannique. Il se convertit au catholicisme et s'engage alors auprès d'hommes politiques conservateurs afin de combattre « la culture woke »[11].

## Littérature
- Dans le roman Your face in mine (2014) de Jess Row (en), le personnage principal Martin, un homme né de parents blancs juifs, raconte avoir subi une opération de « réassignation raciale » car il souffre  de « dysphorie raciale » et s'identifie à un Afro-américain[19].

- Dans la nouvelle The Autobiography of an Ex-Colored Man (en) (1912) de James Weldon Johnson, le narrateur, fils d’une mère noire et d’un riche homme blanc, décide, à la suite de diverses expériences racistes, dont celle d'être témoin d'un lynchage, de passer pour un Blanc afin d'assurer sa sécurité et son avancement. Il renonce alors à sa mère et à sa famille maternelle et ses enfants eux-mêmes croient qu’ils sont blancs[1].